# Китайский чайный домик
Китайский чайный домик (нем. Chinesisches Haus) — это садовый павильон в парке дворца Сан-Суси в Потсдаме.
Сооружение было построено по приказу прусского короля Фридриха Великого для его летней резиденции. Проект в стиле шинуазри был поручен архитектору Иоганну Готтфриду Бюрингу. Затянувшееся строительство, начатое в 1755 году и продлившееся до 1764 года, было связано с Семилетней войной.
Павильон стал характерным памятником искусства периода фридерицианского рококо. План сооружения представляет собой трифолий (трилистник). Очертания китайского домика напоминают форму листа клевера. К круглому залу в центре сооружения примыкают три кабинета, которые разделены между собой открытыми верандами. Павильон увенчан шатром. На вершине установлена фигура сидящего под зонтом китайского мандарина. Авторами позолоченных скульптурных групп и отдельных фигур у подножия колонн в виде пальм являются скульпторы Бенкерт и Хеймюллер. Внутри домика представлена коллекция китайского и японского фарфора.